# メサドン
メサドン (INN：methadone) は、化学合成によって得られた、オピオイド系の鎮痛薬である。片仮名では、表記ゆれでメタドンと書かれる場合もある。商品名はメサペイン。適応は、 「他の強オピオイド鎮痛剤の投与では十分な鎮痛効果が得られない患者で、かつオピオイド鎮痛剤の継続的な投与を必要とするがん性疼痛の管理」。

## 構造・生理作用

メサドンの構造式。構造から明らかなように、1箇所のキラル中心を有し、1対の鏡像異性体を持つ。これらは光学分割されず、ラセミ体のまま塩酸との塩の形などにして用いられている。

オピオイド受容体のアゴニストとして知られるモルヒネやヘロインと化学構造は異なるものの、メサドンもオピオイド受容体にアゴニストとして作用する。なお、化学構造で見た際には、メサドンが最も単純な構造のオピオイドとも言われる。
メサドンはヒトの体内で代謝されるのが遅く、さらに非常に高い脂溶性を持つため、モルヒネ系の薬剤よりも持続時間が長い。メサドンの典型的な半減期は24時間から48時間なので、ヘロインの解毒や維持療法の際は1日に1回のみの投与で済む。臨床での最も一般的なメサドンの投与方法は、経口液剤である。メサドンは経口投与しても、静脈注射の場合とほぼ同等の効果が得られる。
ただしメサドンも、ヘロインなどと同様に、耐性と依存性がしばしば発生する。最近のこの分野における研究では、メサドンが脳のNMDA受容体に対して、独特の親和性を持つと示された。NMDA（N-methyl-D-aspartic acid, N-メチル-D-アスパラギン酸）が、オピオイド拮抗物質のような活性を示し、精神依存と耐性が制御されている可能性を提示した研究者もいる。これは近年NMDA受容体アンタゴニストであるケタミンに、オピオイドの耐性形成に対する拮抗作用が発見された事に関連する知見である。
なお、メサドンもオピオイドであり、禁断症状が出現し得る。メサドンの禁断症状は、同量のモルヒネやヘロインに比べ緩慢で軽いものの、著しく長引く。それでも一般に、ヘロイン依存症の管理や、薬物乱用の際の注射器の使い回しによるHIV感染などの害を減らすハーム・リダクションの政策には、有効であると考えられている。メサドンの適正な使用量においては、ヘロインへの欲求を減少させるのに有効である。ただし、メサドン維持療法では投薬によってヘロイン依存症の症状が快方に向かうとは限らないため、投与は漫然と行われないように計画される。しかしながら、ヘロイン依存症者の中には、ヘロインよりもメサドンから抜け出す事の方が難しいと感ずる者もいる。これが、このメサドン維持療法の反対派の論拠の1つである。
また、内科医の間でガンの疼痛管理薬として使用した症例報告が出ている。モルヒネやヒドロコドンのような短時間作用性のオピオイドよりも、投与頻度を抑えられるオピオイドを探す医師によって、メサドンによるガンの疼痛管理が試みられている。経口での生物学的利用能、長い半減期による効果の持続性などの利点を持つメサドンは、弱いアゴニストでは効果の無い、ガン末期疼痛に対する選択肢の1つだと言う意見も有る。
日本では、2012年に他の強オピオイドで鎮痛困難な癌性疼痛に対して承認されている。

## 乱用
あまり一般的ではないものの、メサドンは闇市場でも見られ、メサドンの過剰な服用による死亡も発生してきた。アメリカ合衆国などでは闇市場のメサドンを「Street Meth」などと呼び、その需要は、主として適法なメサドン療法を受けられないオピオイド依存症者による。もっとも、オピオイド依存症者は普通、メサドンよりも効果が強く即効性のオピオイドを好む。
闇市場に横流しされているメサドンは、疼痛管理のため処方された物か、工場や運送業者から盗まれた物であり、管理療法を受けている患者自身が流した物ではないことが、調査によって示されている。

## 規制
メサドンは麻薬に関する単一条約で附表IIの薬物に分類されている。また、地域にもよるが、普通はメサドンに何らかの法規制が行われている。例えば、日本の場合はメサドンも麻薬の1つに分類され、麻薬取締法の規制を受けている。

## 類縁体

### アセチルメタドール

（参考）レボアルファアセチルメタドールの構造。

メサドンに深く関連する合成化合物としてレボアルファアセチルメタドール (levo-α-acetylmethadol, LAAM; ORLAAM) が挙げられる。これはメサドンよりも長い作用持続時間（48-72時間）を持つため、使用頻度を減らせる。LAAMは1993年に麻薬依存症の治療薬として認可された。しかし結局、心臓への副作用が稀に見られるため、LAAM はアメリカ合衆国やヨーロッパの市場からは消え去った。
なお、メサドンと同じく、LAAM はアメリカ合衆国の規制物質法のスケジュール II に指定されている。

### デキストロプロポキシフェン

（参考）デキストロプロポキシフェンの構造。

メサドンの近接類縁体にはデキストロプロポキシフェン（dextropropoxyphene）も挙げられ、ダルフォン（Darvon、イーライリリー社）の商標名で1957年に販売が開始された。経口鎮痛剤としての効果はコデインの2分の1から3分の1であり、デキストロプロポキシフェン65 mgがアセチルサリチル酸約600 mgにほぼ相当する。デキストロプロポキシフェンは弱から中程度の痛みの軽減に処方される。アメリカ合衆国では年間100トン以上のデキストロプロポキシフェンが生産され、25,000,000通以上の処方箋が書かれた事もあった。この麻薬性の薬剤は致死性の副作用とも関連付けられ、娯楽的な薬物使用による死因の上位10位以内に入ると検死官によって報告された。
2009年6月25日にはEU圏で販売停止措置が講じられた。さらに、2010年2月にはニュージーランドで、2010年11月にはアメリカ合衆国でも、2010年12月1日にはカナダで、と言った具合に、各地で販売停止措置が講じられていった。

## メサドンとブプレノルフィン
麻薬依存症の治療には、メサドンだけでなく、ブプレノルフィンも用いられる。ただし、ブプレノルフィンは、メサドンと構造的に似ておらず、むしろ、モルヒネなどに構造として似ている。
2002年10月にアメリカ食品医薬品局は、2種のブプレノルフィン配合剤、サブテック (Subutex) とサボキソン (Suboxone) を麻薬依存症の治療に認可した。なお、興味深い事に、これらの配合剤は、メサドンや LAAM とは異なり、アメリカ規制物質法のスケジュール III に指定されており、外来患者に対しても使用が許可されている。
一方で、イギリスを始めとするヨーロッパの国々では、ブプレノルフィンやメサドンのみならずヘロインさえを含むオピオイド類は、オピオイド依存症の外来患者の治療に標準的に用いられており、アメリカ合衆国のように強く規制された環境で治療が行われる事はない。オーストリアでのある研究により、モルヒネの経口投与はメサドンの経口投与よりも良好な結果を与えると示され、またヘロイン維持療法の研究では、メサドンの背景的少量投与をヘロイン維持療法と組み合わせる投与法により、応答性の低い患者に対する成果が大きく向上する可能性が有ると示された。

## 歴史
外科手術で簡便に使用でき、かつ嗜癖性の低い鎮痛剤を探索していたドイツのIG・ファルベン社の科学者、マックス・ボックミュール (Max Bockmuhl) とグスタフ・エールハルト (Gustav Ehrhart) によって、メサドンは1937年に合成された。1941年9月11日に、ボックミュールとエールハルトは、彼らが「ヘキスト 10820」あるいは「ポラミドン」と呼ぶ、モルヒネやオピオイド系アルカロイドと構造的に関連しない物質に関する特許を取得した。
メサドンはイーライリリー・アンド・カンパニーによって、鎮痛薬として1947年にアメリカ合衆国で導入された。アメリカ合衆国で最初にメサドン生産し始めたのは、セントルイスを本拠とするタイコインターナショナル社の子会社のマリンクロット社 (Mallinckrodt) である。その際の商品名は「ドロフィン」であった。ドロフィンはドイツ語名の Dolphium が元であり、これはラテン語の「 dolor（痛み）」に由来する。メサドンを商品名ドロフィンとして、マリンクロットは1990年代初頭まで特許を独占し続けた。その後は多くの製薬会社がメサドンを製造・販売しているが、依然としてアメリカ合衆国ではマリンクロットが主要な生産者である。マリンクロットはメサドンをほとんどの後発医薬品の製造会社にバルク販売し、また自社でもアメリカ合衆国で商品名メタドースとして錠剤、口腔崩壊錠、経口シロップの形で流通させている。アメリカ合衆国の一般人にドロフィンの名は1960年代から1970年代にかけて、薬物依存者が使用していた薬剤名としてしか知られていない。一方で、アメリカ合衆国の医療関係者の中には、ドロフィンがメサドンの一般名であると勘違いしている者が散見される程に、この商品名は浸透した。
メサドンが医療の分野に導入されて以来、麻薬依存症の治療に使用する事が最も一般的である。ただ作用の持続時間の長さと、薬代の安さのため、慢性痛を抑えるためにも用いられている。2004年後期の時点で、1ヶ月分の供給にかかる費用は、メサドンが20USドルであるのに対し、ペチジン（商品名デメロール）で鎮痛剤として同等の効果を得るには120ドル必要であった。